# Мавзолей в Барді
Мавзолей в Барді (азерб. Bərdə türbəsi), відомий також як Тюрбе «Аллах-Аллах» (азерб. «Allah-Allah» türbəsi) — мавзолей, розташований в місті Барда в Азербайджані. Складається мавзолей з підземної усипальниці і внутрішньої камери у вигляді десятигранника з виходами.

## Історія мавзолею
Мавзолей був побудований в 1322 році зодчим Ахмедом сином Хафіз Ейюба, архітектора Нахічеванського.
Пам'ятник був описаний сходознавцем Борисом Дорном під час його подорожі Кавказом у 1861 році. Сходознавець відзначав наявність куфічних написів, виведених на основному фасаді синьою поливою на червоному цегляному тлі, а також наявність арабського напису звичайним почерком над входом до мавзолею. Одночасно був зроблений малюнок пам'ятника «для потомства», так як Дорн передрікав йому неминучу загибель «від невігластва сусідніх мешканців, які беруть цегла з-під його основи».
Після радянізації Азербайджану надгробки монумента були зруйновані, а частина написів арабським алфавітом стерта. Ворота мавзолею, який довгий час залишався без нагляду, були зруйновані, сам мавзолей прийшов в непридатність, дерева у дворі висохли або були вирубані. Значна частина території пам'ятника була захоплена окремими особами і використовувалася в різних цілях.
В 2011 році у зв'язку з розпочатими відновлювальними роботами в Бардинському районі за вказівкою президента Азербайджану Ільхама Алієва до порядку денного було внесено ремонт мавзолею. Державною службою з охорони, розвитку і реставрації культурної спадщини при Міністерстві культури і туризму були розпочаті реставраційні роботи в мавзолеї. У березні 2015 року з роботами, проведеними в мавзолеї, ознайомився сам Алієв.

## Архітектура
Мавзолей являє собою циліндричну вежу висотою 14 метрів. Вінчає частина вежі не збереглася. Діаметр башти — 10 м. На південному порталі мавзолею є напис, що визначає дату споруди: «В шаввалі року другого та двадцятого і семисотого» (тобто 722 року хіджри або 1322 рік). Напис на північному порталі повідомляє ім'я зодчого: «Робота Ахмеда сина Хафіза Ейюба, архітектора Нахічеванського».
До мавзолею ведуть два входи, орієнтованих по меридіану (північ — південь). Усипальниця має один вхід з півночі. Мавзолей побудовано з цегли. Облицювання значної частини вежі виконане з глазурованих цеглин зеленувато-блакитного кольору та із звичайного червоної цегли гарної якості. Глазурна цегла покладена вертикально, а звичайна горизонтально, внаслідок чого вся поверхня вежі покрита повторюваним словом «Аллах», поверненим під кутом 45 градусів. Слово «Аллах» повторюється понад 200 разів.
Верхній фриз мавзолею складено з чотирьох поясів. Два нижні пояси і один верхній покриті орнаментом, а розташований між ними четвертий широкий пояс несе напис. Входи до мавзолею з півночі і з півдня підкреслені порталами, які чітко виділяються на загальному гладкому тлі вежі. Північний вхід мавзолею акцентований більш багатою обробкою і виступає з тіла вежі на 30 см.

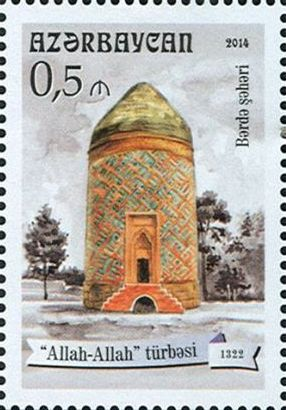
Поштова марка Азербайджану, 2014

Профілі порталу, сталактити, архівольти і тимпани прикрашені орнаментом геометричного і рослинного характеру, вирізаним і виточеним з великих шматків обпалених плит, які покриті глазур'ю відповідно з малюнком і шаблонами. Інтер'єр наземної і підземної частин в плані вирішений різним чином. При зовнішній циліндричній формі всередині план наземної частини лише на підставі має окружність. На висоті одинадцятого ряду кладки циліндр переходить в десятигранник з нішею в кожній з його граней. Ніші закінчуються стрілчастими арками. Над арками десятигранник знову переходить у циліндр, і за допомогою трьох рядів нависають сталактитів діаметр внутрішнього кільця звужується на один метр.
Наявність у верхній частині вежі слідів двох стінок з фасадної і з внутрішньої сторін дає підставу вважати, що споруда мала подвійне покриття. Цим пояснюється зменшення внутрішнього діаметру. Усипальниця в плані хрестоподібна і була перекрита куполом центральної частини, а по кінцях «хреста» — склепіннями. Рішення підземної частини у формі разноконечного хреста зустрічається як у мавзолеях Азербайджану, так і в Середній Азії.
Купол, що перекривав центральну частину «хреста», що не зберігся, залишилися тільки вітрила. Зводи бічних решт, за формою стрілчасті, зрізані у верхній замкової частини і утворюють плоскі плафони, викладені бірюзовою та звичайною цеглою. Малюнок плафона у кожному з чотирьох склепінь відмінний. Збереглися залишки стін і вітрил центрального купола, які дозволяють припускати, що стіни і купол були також облицьовані поливними цеглою.